# 豚鼠：恶魔实验
《豚鼠：恶魔实验》（Ginī Piggu: Akuma no Jikken）是一部1985年的日本恐怖電影，由小椋悟編劇和導演，也是《豚鼠》系列的第一部電影。
這部電影呈现了三名男子以多種方式残酷地虐待一名女子的故事，以尋獲佚失影片的風格呈現，螢幕上的文字聲稱，影片中的酷刑片段是真实的，目的是要測試人體對疼痛的耐受性。但影片中的暴力場面並不真實，大量使用了现场特效。
《豚鼠：恶魔实验》被稱為“假虐杀电影”，並因其對暴力的描繪而聞名。

## 剧情
這部電影自称是其他人寄给导演小椋悟的一部影片，开头的文字声称如下：

数年前获取到标记为「Guiniea pig」的私密录像带。注释写明「寻求侵蚀五感的痛苦临界点之实验报告」，但其内容仅为三名执行者对一名女性持续施加虐待的惨烈影像。注：「Guiniea pig」即天竺鼠（豚鼠），广义指实验材料。  

一名女子被吊在户外的网中一动不动。在整部影片中，她被三名男子以各种方式折磨。影片分为十个片段，每个片段都描述了不同的酷刑方式。第一段名为，表现的是三名男子轮流多次殴打女子的脸部。下一段名为，描绘的是女子被蒙住双眼，双手背在身后，遭到三名男子反复踢打和辱骂。在第三段中，女子的右手和前臂被钳子夹住。第四段是，男子将女子绑在椅子上旋转一百多圈。第五段是，女子被迫忍受数小时的声音折磨，耳机被固定在她的头部，播放着嘈杂的白雜訊。
在第六段中，女子的一个指甲被扯掉，她再次被挂在外面的网子里。第七段，女子被绑在桌子上，不同温度的滚烫的油浇在她的皮肤上，将她烫伤。第八段是，表现的是将蛆倒在她身上。在第九段中，男子将器官和内脏扔在女子身上，用刀片在她的一只手背上划了一道傷口，然后用锤子砸她的手。在第十段，也是最后一段中，男子将一根针插入女子的太阳穴，戳穿她的左眼。然后，她再次被吊在户外的网中，一动不动。
影片以文字结束：

此录像带获取时，包含实验详细数据在内的所有记录均已散佚。现正以仅存的该录像带为基础，对影像中出现的女性及三名执行者的姓名、年龄等信息进行调查。

## 反响与评价
1984年，小椋悟開始拍攝一系列高度怪誕的電影。《恶魔实验》的初稿已交給漫畫家兼作家日野日出志，得到了正面的回饋。日野日出志同時開始製作第二部的劇本。小椋悟認為這部劇的演員很難找到，於是刊登了招募志工的廣告。没想到，他收到了大量的回覆。《恶魔实验》和《血肉之花》皆於1985年先后拍攝，1986年公開上映。《恶魔实验》一推出就衝擊了日本租賃市場。后来，为了满足客户群的需求，那些原本反对出售该片的适合全家人逛的商店也妥协了。
杰克·亨特在他的著作《地獄中的愛神：日本電影中的性、血與瘋狂》（Eros in Hell: Sex, Blood and Madness in Japanese Cinema）中寫道，影片中採用的拍攝和剪輯技術使其成為“對暴力導致的日漸非人化的有效且令人驚訝的低調沉思”。在《惡夢日本：當代日本恐怖電影》（Nightmare Japan: Contemporary Japanese Horror Cinema）一書中，作者傑伊·麥克羅伊同樣指出了這種技巧，他寫道，雖然電影“[模糊]了觀眾事實與虛構之間的區別，從而增強了‘實驗’的真實性所產生的內心衝擊”，但它的“技術複雜性和藝術性”暴露了它的虛構性質。

## 家庭媒体
《豚鼠：恶魔实验》由Midnight 25 Video發行VHS版本。2000年代初，Unearthed Films将該電影與《豚鼠》系列的另一部作品《圣母机器人》一同发行了DVD版。